# Waddan
Waddan (ودان, en árabe) es una ciudad central de Libia, distrito de Al Jufrah, en la región de Frezán situada en un oasis del desierto del Sahara.

## Geografía
Waddan se encuentra en oasis del desierto del Sahara, en la zona central y junto a la ciudad de Qaryat Sawwan de Libia a 246 m s. n. m.

## Historia
Fue reconquistada por italianos dirigidos por Rodolfo Graziani entre los días 13 y 14 de febrero de 1928.
Durante la guerra civil libia la ciudad se vio bombardeada, el 8 de septiembre de 2011 se anunció que la ciudad estaba bajo control aliado con el Consejo Nacional de Transición.